# Gobierno Popular Revolucionario
El Gobierno Popular Revolucionario (GPR) fue proclamado el 13 de marzo de 1979 después de que el Movimiento New Jewel (MNJ) tomase el poder en la isla caribeña de Granada. El MNJ gobernó por decreto e implantó un estado socialista hasta que fue depuesto el 25 de octubre de 1983, tras la Operación Furia Urgente.

## Historia
El Movimiento New Jewel (MNJ), bajo el liderazgo de Maurice Bishop fue el principal partido de oposición granadino en la década de 1970. En 1979, el MNJ decidió derrocar al gobierno de Eric Gairy, que gobernó el país desde la independencia en 1974. El MNJ inició la toma armada de la estación de radio, las barracas del Ejército y otros lugares clave de la isla mientras Gairy se encontraba en un viaje oficial fuera del país. La insurrección estuvo comandada por el Ejército Popular Revolucionario (PRA, por sus siglas en inglés), formado en secreto por el MNJ y recibió formación militar en el exterior del país antes de la revolución.
Maurice Bishop anunció por radio la instauración del Gobierno Popular Revolucionario. La Constitución fue suspendida y el MNJ anunció nuevas leyes. El GPR organizó un gabinete que gobernó el país, con Bishop como primer ministro. Todas las organizaciones políticas excepto el MNJ fueron ilegalizados.
El nuevo gobierno comunista estableció estrechas relaciones con Cuba, y gracias precisamente a la ayuda dieron comienzo las obras para la  construcción de un aeropuerto internacional. El GPR inició un plan sistemático para crear un gran ejército para el país.
En 1983, existían fuertes divisiones internas en el GPR. Un grupo liderado por el vice primer ministro Bernard Coard trató de convencer a Bishop de que abandonase el país. Así, Coard ordenó el arresto domiciliario de Maurice Bishop y tomó el control del Gobierno Popular Revolucionario. El derrocamiento de Bishop desencadenó numerosas manifestaciones en diferentes áreas de la isla. En el transcurso de una de esas manifestaciones, Bishop fue liberado por la muchedumbre. En circunstancias no muy claras, Bishop fue llevado al cuartel general del Ejército granadino, en Fort Rupert.
Tras este golpe de Estado, Bernard Coard remodeló todo el gabinete y llevó a cabo grandes purgas dentro del MNJ.
Tras las purgas, un nuevo gobierno llamado Consejo Revolucionario Militar, liderado por el general Hudson Austin tomó el control del país. Este gobierno solo ejercería el poder como tal durante seis días, los previos a la Operación Furia Urgente, en la que los Estados Unidos invadieron militarmente la isla y acabaron con el intento de edificar un estado socialista en Granada.